# Girls Bravo
Girls Bravo (jap. ＧＩＲＬＳブラボー Gārusu Burabō) – shōnen-manga z gatunku bishōjo. Na jej podstawie wyprodukowano dwie serie anime oraz grę.

## Fabuła
Girls Bravo jest to historia o młodym mężczyźnie - Sasakim Yukinari, który przez wpadnięcie do wanny przenosi się do innego świata - Seiren - gdzie mieszkają tylko osoby płci żeńskiej. Jego kłopoty potęguje fakt, że jest uczulony na dziewczyny (podczas kontaktu z nimi, na jego ciele pojawia się wysypka).

## Postacie

### Pierwszoplanowe
- Tomoka Lana Jude jest rezydentką świata Seiren, jej celem było przybycie na Ziemię aby pomóc Koyomi i znaleźć męża dla Maharu. Tomoka jest dzieckiem o przyśpieszonym rozwoju, posiada magiczne moce, ale wścieka się gdy ktoś nazywa ją „dzieckiem”. Przybywając na Ziemię, przypadkowo zabiera ze sobą zwierzaka Ebi (który jest krewetką).
- Risa Fukuyama jest młodszą siostrą Kazuharu Fukuyama, jak również mistrzynią czarnej magii. Ma ochroniarzy o imionach Hayate i Kosame, którzy są gotowi zareagować na jej każde słowo. Risa zakochała się w Yukinarim. Nie toleruje kobiet z otoczenia Yukinariego. Zaprzyjaźnia się z małą Tomoką.
- Koyomi Hare Nanaka podobnie jak Miharu jest rezydentką świata Seiren. Należy do osób nieśmiałych, poza tym panicznie boi się mężczyzn. Na początku pojawiła się na Ziemi tylko i wyłącznie po to, żeby znaleźć i sprowadzić  Miharu do Seiren. Po jakimś czasie spotkała Maharu -  starszą siostrę Miharu, która poprosiła ją o znalezienie dla niej męża.
- Kazuharu Fukuyama jest on kolegą z klasy Yukinariego i Kirie, który kocha wszystkie dziewczyny, uwielbia je pieścić i demoralizować. Nie potrafi tego zrobić z Kirie. Podobnie jak Yukinari ma alergię, ale w tym przypadku na mężczyzn - kiedy dotknie chłopca, dostaje pokrzywki. Nigdy nie zdejmuje białych rękawiczek.
- Miharu Sena Kanaka jest rezydentką świata Seiren, a także osobą, która przypadkiem sprowadziła do niego Yukinariego, zakochując się w jego odbiciu w wodzie. Ma na czole święte plamy (trzy „kropki”), dzięki którym może przemieszczać siebie lub innych na Ziemię i z powrotem na Sairen. Dzięki nim, kiedy jest zagrożona potrafi utworzyć ogromny wybuch. Jest także jedyną osobą płci żeńskiej, która może dotykać Yukinariego, bez obawy przed wywołaniem uczulenia.
- Kirie Kojima jest sąsiadką Yukinarego, a także koleżanką z klasy. Podrywa ją Fukuyama, ale Kirie jest odporna na jego wdzięki w każdej sytuacji, najczęściej w klasie rzuca w niego tablicą. Poza tym jest „agresywną” dziewczynką, nie szczędzi Yukinariemu „batów”, kiedy nakryje go w intymnej sytuacji z Miharu.
- Yukinari Sasaki jest główną postacią w anime, zwykły chłopak, który ma alergię na dziewczęta. Za każdym razem kiedy jakaś go dotknie, dostaje pokrzywki. Jest to wynikiem dawnego urazu, którego doznał w dzieciństwie, kiedy był wyszydzany przez dziewczynki z powodu swojego niskiego wzrostu. Pewnego razu wpada do wanny, w której był otworzony wymiar do świata Seiren, gdzie mieszkają tylko same dziewczyny. Tam spotyka pierwszą, przy której gynofobia się nie objawia.

### Pozostali
- Lilica Stacy jest służącą Kazuharu, potrafi świetnie walczyć. Jej marzeniem jest wysprzątanie całego brudu na świecie, jak na razie robi to w domu Fukuyamy.
- Yukina jest „wybrykiem” stworzonym przez Kirie, który ma pomóc zapłacić za szkody jakie wyrządziły dziewczyny w domu Yukinariego. Yukina to tak naprawdę Yukinari.
  - Yukina to również imię dziewczyny z Seiren, która jest główną wichrzycielką pod koniec 2 serii. Wygląda jak Yukinari i ma ten sam problem czyli alergie na płeć przeciwną, dodatkowo jej całe ciało jest pokryte symbolami (z tego samego gatunku co Miharu)
- Kosame jest ochroniarzem Risy, przy pierwszym starciu z Kirie postanowiła ją pokonać, potem jednak się w niej zakochała. Nie lubi płci przeciwnej, czyli męskiej.
- Hayate jest ochroniarzem Risy, bardzo mądry i bystry w każdej sytuacji potrafi „zdziałać cuda”.
- Ebi jest to zwierzątko Tomoko, które zabrała ze sobą na Ziemię. Niektórzy lubią się na nim wyżywać.
- Maharu Sena Kanaka jest starszą siostrą Miharu, dojrzałą, emanującą seksem i bardzo pewną swoich wdzięków;  potrafi świetnie walczyć. Przybyła na Ziemię tylko w jednym odcinku i tylko po to żeby znaleźć sobie chłopaka.

## Spis odcinków
| Numer Odcinka | Angielski Tytuł                       |
| ------------- | ------------------------------------- |
| 01            | Bravo from the Bathtub!               |
| 02            | Bravo at School!                      |
| 03            | Cooking is Bravo!                     |
| 04            | Bravo in the Mansion!                 |
| 05            | Bravo on a Rainy Day! Part 1          |
| 06            | Bravo on a Rainy Day! Part 2          |
| 07            | Look For a Groom Bravo!               |
| 08            | Lots of Bravo!                        |
| 09            | Bravo at the Great Magic War!         |
| 10            | Bravo at the Hot Springs!             |
| 11            | Ping-Pong is Bravo!                   |
| 12            | Bravo at the Pool!                    |
| 13            | Fight Bravo!                          |
| 14            | First Date is Bravo!                  |
| 15            | Clean Up Bravo!                       |
| 16            | As Long as We're Together then Bravo! |
| 17            | Bravo at the Part-Time Job!           |
| 18            | Bravo at Mah-Jong!                    |
| 19            | Rabbit Ears Bravo!                    |
| 20            | School Festival is Bravo!             |
| 21            | Sunny Afternoon is Bravo!             |
| 22            | Present is Bravo!                     |
| 23            | Bravo to Seiren!                      |
| 24            | Final Bravo!                          |